# صوار الشفرين الكبيرين الأمامي
صِوار الشَفرين الكبيرين الأَمامي (بالإنجليزية: Anterior commissure of labia majora)‏، هوَ الارتباط الأمامي بين الشَفرين الكَبيرين، وهوَ يظهر أسفل جبل العانة.

## المَراجع
هذه المقالة تعتمد على مواد ومعلومات ذات ملكية عامة، من الصفحة رقم 1265  الطبعة العشرين لكتاب تشريح جرايز لعام 1918.